# Katherine Wentworth
Katherine Wentworth a Dallas című sorozat egyik mellékszereplője, megszemélyesítője Morgan Brittany volt 1981-től 1987-ig.

## Háttér
Katherine Rebecca Barnes Wentworth és Herbert Wentworth egyetlen lánya. Úgy nőtt fel, hogy sosem hallott a féltestvéreiről, Pamela Barnes Ewing-ról és Cliff Barnes-ról, akik az édesanyja előző házasságából születtek. Digger Barnesról sem hallott soha, sem Hutch McKinney-ről. Katherine riporterként dolgozott New Yorkban, mielőtt Dallasba érkezett volna. Amikor Katherine megérkezett Dallasba, találkozott a féltestvéreivel, Pamelával és Cliff-fel. Később beleszeret a sógorába, Bobby Ewingba.

## Történet
Katherine az édesanyja halála után költözött Dallasba, hogy a testvérei közelében lehessen. Nem kellett sok idő, és szerelmes lett a sógorába, Bobby Ewing-ba, de Bobby felé se nézett. Katherine Jockey segítségét kérte az ügyhöz, és többször is lefeküdt vele. Ujjongott, amikor Bobby és Pamela elvált az ő ármánykodásai révén. Azonban Bobby első szerelme, Jenna Wade újra megjelent a színen. Katherine megpróbálta lefizetni Jennát, hogy hagyja el Dallast, de nem sikerült. Ezután Katherine megkereste Jenna exférjét, Renaldo Marchettát, hogy ezzel is megpróbálja szétválasztani a szerelmeseket.
Katherine ezután többször is lefeküdt Jockey-val, remélve, hogy ennek hatására Bobby és Jenna szakítanak. Ehelyett Jockey felvette az egész szeretkezést és megzsarolta Katherine-t, hogy megmutatja Bobbynak. Katherine bevallotta Bobbynak az egész dolgot, és Bobby elküldte a fenébe, azzal az indokkal, hogy Katherine csak bajt okozott életében. Ez az elutasítás tette Katherine-t a padlóra, és ezután a szkizofrénia jelei mutatkoztak rajta, és ennek hatására arra sem emlékezett elsőre vissza, hogy rálőtt Bobbyra Jockey irodájában. Ezután a kórházban szerencsére sikertelenül egy méreg injekciót akart beadni Bobbynak, aki még akkor lábadozott a kórházban. Rajtakapták, és letartóztatták gyilkossági kísérletért, de óvadék ellenében kiszabadult a börtönből, majd elmenekült Európába a tárgyalás elől.
Még onnan messziről is, Katherine továbbra is szövetkezett Naldo Marchettával, és azt is elintézte, hogy hogy meggyilkolják, és ezáltal Jennát vádolják a gyilkosságért. Hosszú tárgyalások és egy kis börtön után Jenna ártatlansága végül kiderült, és a szökevény Katherine visszatért Dallasba, és felfedezte, hogy Bobby és Pamela újra összejöttek. Katherine a szerelmesek közé vezette az autóját, és elütötte Bobbyt. Az ütközés után a kocsijával beleütközött egy teherautóba, és ő maga is meghalt. Egy hosszú évad után Pamela felébredt, és kiderült, hogy az egész baleset, és Bobby halála csak Pamela rémálma volt.
Katherine végül tett egy rövid megjelenést a 11. évad elején, amikor is sérült féltestvére, Pamela ágya mellett megjelent. Itt kijelentette, hogy féltékeny Pamela stabil, és szeretetteljes életére. Amikor Bobby meglátta Katherine-t a kórházban, rögtön kidobta onnan, de olyan rendes volt, hogy nem szólt a rendőrségnek, és hagyta hogy Katherine elmenjen. A karakter utolsó szavai ezek voltak: "Isten veled Bobby. Imádkozom Pameláért, és érted." Miután Pamela eltűnt a kórházból, és Bobby a keresésére indult, kiderítette, hogy Pamelát utoljára egy nagy kalapos nővel látták, amint éppen beszálltak a Wentworth művek gépére.

## Dallas (2012, televíziós sorozat)
Az új sorozat második évadjának kilencedik részében Bobbytól kiderült, hogy Katherine meghalt, az viszont nem, hogyan és mikor. Az is kiderült, hogy Katherine-nek, a nővérének Pamela Ewing-nak és a bátyjának, Cliff Barnesnak 1/3-os részesedése van a Barnes Globalból. Bobby, John Ross Ewing és Christopher Ewing rájöttek, hogy csak úgy győzhetik le Cliff-et, ha megszerzik Pamela részvényeit, amelyek még mindig a kezében vannak. Christopher Svájcba utazott, hogy megkeresse az édesanyját, de kiderült hogy Pamela 1989. július 14-én meghalt, és Christopher-re hagyta a Barnes Global részvényeit, amelyeket idáig Cliff kezelt.
Később a sorozat producere tisztázta, hogy Katherine halála csak egy hiba volt a forgatókönyvben, és Katherine karaktere még mindig él.

## Fordítás
- Ez a szócikk részben vagy egészben  a   Katherine Wentworth című angol Wikipédia-szócikk fordításán alapul.  Az eredeti cikk szerkesztőit annak laptörténete sorolja fel. Ez a jelzés csupán a megfogalmazás eredetét és a szerzői jogokat jelzi, nem szolgál a cikkben szereplő információk forrásmegjelöléseként.